# محمية المحيط الحيوي لشجرة الأركان
قالب:صندوق معلومات محمية طبيعيةمحمية المحيط الحيوي لشجرة الأركان أو المحمية الحيوية للأركان (بالفرنسية: Réserve de biosphère de l'arganeraie) هي محمية المحيط الحيوي تقع على طول المنحدرات الجنوبية للأطلس الكبير والمنحدرات الشمالية للأطلس الصغير بالمغرب. وذلك على مساحة تقارب 2.5 مليون هكتار. وتمتد المحمية على أقاليم أكادير وإنزكان وتارودانت وتيزنيت والصويرة. مع 830 ألف هكتار و21 مليون شجرة، تشكل شجرة الأركان ثاني مورد غابوي في المغرب بعد البلوط.

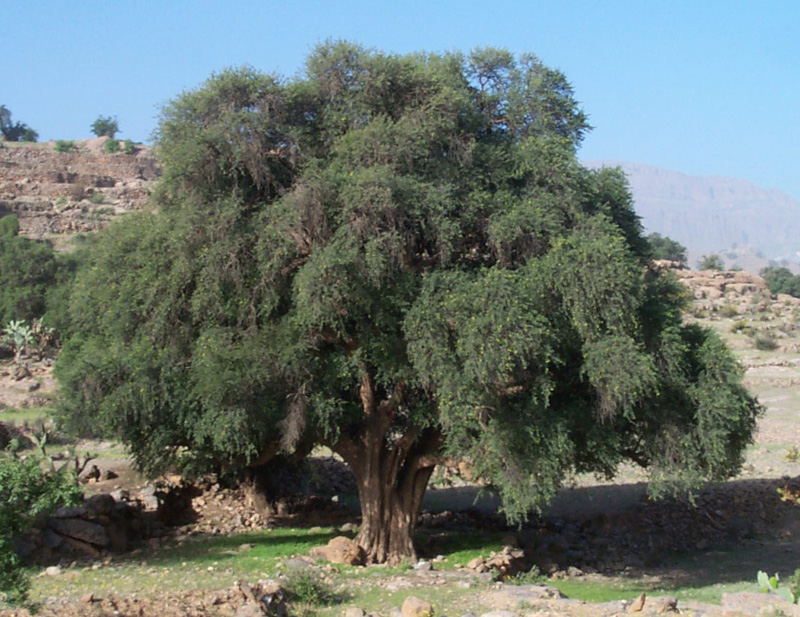
شجرة الأركان

تعد أول محمية للمحيط الحيوي تم إنشاؤها في المغرب حيث اعلنت عنها اليونسكو في 8 ديسمبر 1998.